# الی شلاین
النا اتل "الی" شلاین (به‌ایتالیایی: Elena Ethel " Elly " Schlein تلفظ ایتالیایی: [ˈɛlli ˈʃlain] ; متولد ۴ مهٔ ۱۹۸۵ ‏(۳۹ سال)) یک سیاستمدار ایتالیایی و دبیرکل منتخب حزب دموکرات (PD) این کشور است. او عضو اتاق نمایندگان ایتالیا است و قبلاً معاون رئیس‌جمهور امیلیا رومانیا و عضو پارلمان اروپا بوده‌است.
او دستی در جنبش‌های اجتماعی و زیست‌محیطی دارد و سابقه نمایندگی در پارلمان اروپا و مجلس ایتالیا و مدتی معاون اول رئیس همان منطقه زندگی‌اش در رزومه او دیده می‌شود. در فوریه ۲۰۲۳، او به‌شکلی غیرمنتظره به عنوان دبیرکل جدید حزب دموکرات انتخاب شد.

## زندگی
الی شلاین دختر یک زوج استاد دانشگاه، با مادری ایتالیایی و پدری آمریکایی است که در لوگانو سوئیس زاده و تا سن ۲۲ سالگی در همان‌جا بزرگ شده‌است. به این ترتیب او دارای تابعیت‌های آمریکایی، ایتالیایی و سوئیسی است.
سال ۲۰۰۸، چهار سالی از پایان مدرسه‌اش می‌گذشت که به آمریکا رفت تا به عنوان شهروند آن کشور در کارزار انتخاباتی باراک اوباما شرکت کند. چهار سال بعد دوباره به آمریکا رفت تا این بار مددکاران کارزار انتخاباتی دور دوم اوباما را آموزش دهد. شعارش این بود که که «باید با یک کوله پشتی و یک دفترچه یاداشت به سوی رأی‌دهندگان رفت و به آنها گوش داد و درکشان کرد».
شلاین به بولونیا نقل مکان کرد. تا در رشته حقوق در دانشگاه بولونیا تحصیل کند او او در سال ۲۰۱۱ در این رشته فارغ‌التحصیل شد. پایان‌نامه او در مورد قانون اساسی بود. در دوران دانشجویی شلاین نماینده دانشجویان بود و در همین کارزارها به سخنوری قهار تبدیل شد.
در سال ۲۰۱۳ به حزب دمکراتیک ایتالیا پیوست و یک سال بعد نماینده این حزب در پارلمان اروپا شد. «گرایش به راست بیشتر حزب» را خوش نداشت، پس گروهی تحت عنوان «حزب را تسخیر کنیم» ایجاد کرد تا حزب را «به‌راه» آورد. او در این امر توفیقی نیافت و از حزب خارج شد.
در سال ۲۰۲۰ شلاین در منطقه زندگی‌اش در شمال ایتالیا به عنوان نامزد یک ائتلاف چپ، چنان رأیی گرفت که استافونو بوناچینی، که رئیس منطقه بود - و بعدها در سال ۲۰۲۳ بر سر انتخاب رهبر حزب دمکراتیک ایتالیا از او شکست خورد - مجبور شد که او را به معاون اولی خود برگزیند.
در سال ۲۰۲۲ در انتخابات سپتامبر با رأیی بالا به نمایندگی مجلس ملی ایتالیا انتخاب شد و در عین حال استعفای رهبر حزب دمکراتیک را که نتوانسته بود در برابر ائتلاف راست پوپولیست ائتلافی قوی شکل دهد و به پیروزی برسد، فرصتی یافت که با نامزدی برای رهبری حزب «تلاش دوباره برای بازگرداندن آن به ریشه‌های سوسیال‌دمکراتیکش» را آغاز کند.
روزی که خود را برای رهبری حزب نامزد کرد، نوای «بلا چاو»، سرود معروف «ضدفاشیستی» ایتالیا بود که بر زبان هوادارانش می‌چرخید. در کارزار انتخاباتی برای رهبری حزب همچون گذشته تأکید می‌کرد که حزب باید در خدمت تأمین اجتماعی، توسعه‌ای مطابق با مقتضیات محیط زیست، فراگیر، چپ، ترقی‌خواه و گشوده به سوی جهان باشد.
در فوریه ۲۰۲۳، او در انتخابات حزب دموکرات ایتالیا رقیب خود استافونو بوناچینی را شکست داد و به‌دور از انتظار ناظران دبیرکل جدید این حزب شد.

## زندگی شخصی

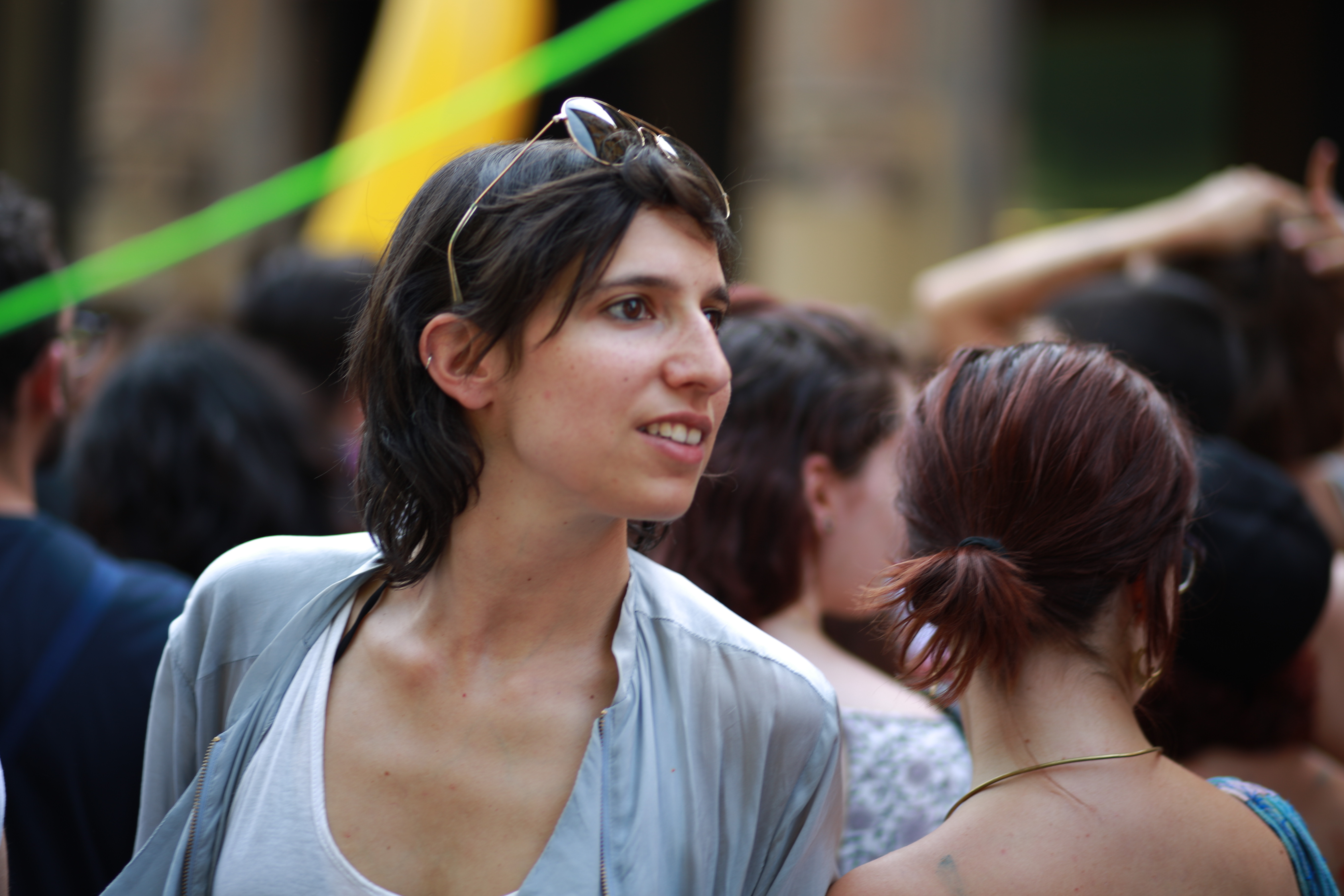
النا اتل "الی" شلاین

پدر بزرگ پدری شلاین یهودی و اهل اوکراین بود، که بعدها به آمریکا مهاجرت کرد. شلاین چندان روی رگ و ریشه‌های یهودی‌اش حساس نیست و منتقد صریح شهرک‌سازی در مناطق فلسطینی هم بشمار می‌رود.
او دربارهٔ گرایش‌های جنسی‌اش تأکید دارد که این مسئله شخصی اوست، ولی در عین حال ابایی نداشته که بگوید: «مردان بسیاری را دوست داشته‌ام، زنان بسیاری را نیز؛ ولی حالا دلبسته یک زنم». در فوریه ۲۰۲۰، شلاین به عنوان دوجنسه معرفی شد. او خود را یک فمینیست و مترقی توصیف می‌کند.
در دسامبر ۲۰۲۲، آتش افروزان خودروی خواهرش سوزانا شلاین، دیپلمات حرفه‌ای که در آتن خدمت می‌کرد، را منهدم کردند که این امر باعث شد تا جورجیا ملونی، نخست‌وزیر فعلی ایتالیا، «نگرانی عمیق» خود را ابراز کند.
افزون بر این خواهر او یک برادر دارد که پزشک است.